# Hydrobiosella arcuata
Hydrobiosella arcuata är en nattsländeart som beskrevs av Kimmins in Mosely och Douglas E. Kimmins 1953. Hydrobiosella arcuata ingår i släktet Hydrobiosella och familjen stengömmenattsländor. Inga underarter finns listade i Catalogue of Life.